# Marlborough House
Marlborough House er et palæ i Westminster i London i Storbritannien. Det blev tegnet af Christopher Wren for Sarah Churchill, hertuginde af Marlborough, og det stod færdigt i 1711.
I 1800-tallet blev huset udbygget, og den britiske kongefamilie tog det i brug. Fra 1863 til 1901 fungerede det som hjem for prinsen og prinsessen af Wales, den senere kong Edvard VII og dronning Alexandra. Dronning Maud af Norge blev født her.
I 1936 blev Marlborough House hjem for kong George V's enke, dronning Mary. Efter hendes død i 1953 donerede dronning Elisabeth II huset til Commonwealth of Nations' sekretariat, som fortsat bruger det.
51°30′18″N 0°8′9″V / 51.50500°N 0.13583°V